# Taulihawa
Capilvastu (anteriormente chamada Taulihawa) é uma cidade do distrito homônimo, na Zona Oeste do Nepal. Está situada na área histórica de Kapilvastu e abriga o templo "Tauleshwor Nath", onde ficam as maiores imagens de Shiva.